# Maschhad (Verwaltungsbezirk)
Maschhad (persisch شهرستان مشهد) ist ein Schahrestan in der Provinz Razavi-Chorasan im Iran. Er enthält die Stadt Maschhad, welche die Hauptstadt des Kreises ist.

## Gliederung
Der Verwaltungsbezirk ist in drei Distrikte (bakhsh) mit ihren Hauptstädten unterteilt:
- Ahmadabad, Hauptstadt: Malekabad

- Zentral, Hauptstadt: Maschhad

- Rasawiye, Hauptstadt: Rasawiye

## Demografie
Bei der Volkszählung 2016 betrug die Einwohnerzahl des Kreises 3.372.660. Die Alphabetisierung lag bei 92,4 Prozent der Bevölkerung. Knapp 89 Prozent der Bevölkerung lebten in urbanen Regionen.
| Zensusjahr | Einwohnerzahl |
| ---------- | ------------- |
| 2011       | 3.069.941     |
| 2016       | 3.372.660     |